# Paragomphus xanthus
Paragomphus xanthus är en trollsländeart som beskrevs av Elliot C.G. Pinhey 1966. Paragomphus xanthus ingår i släktet Paragomphus och familjen flodtrollsländor. Inga underarter finns listade i Catalogue of Life.